# Pintura gòtica de la Corona d'Aragó

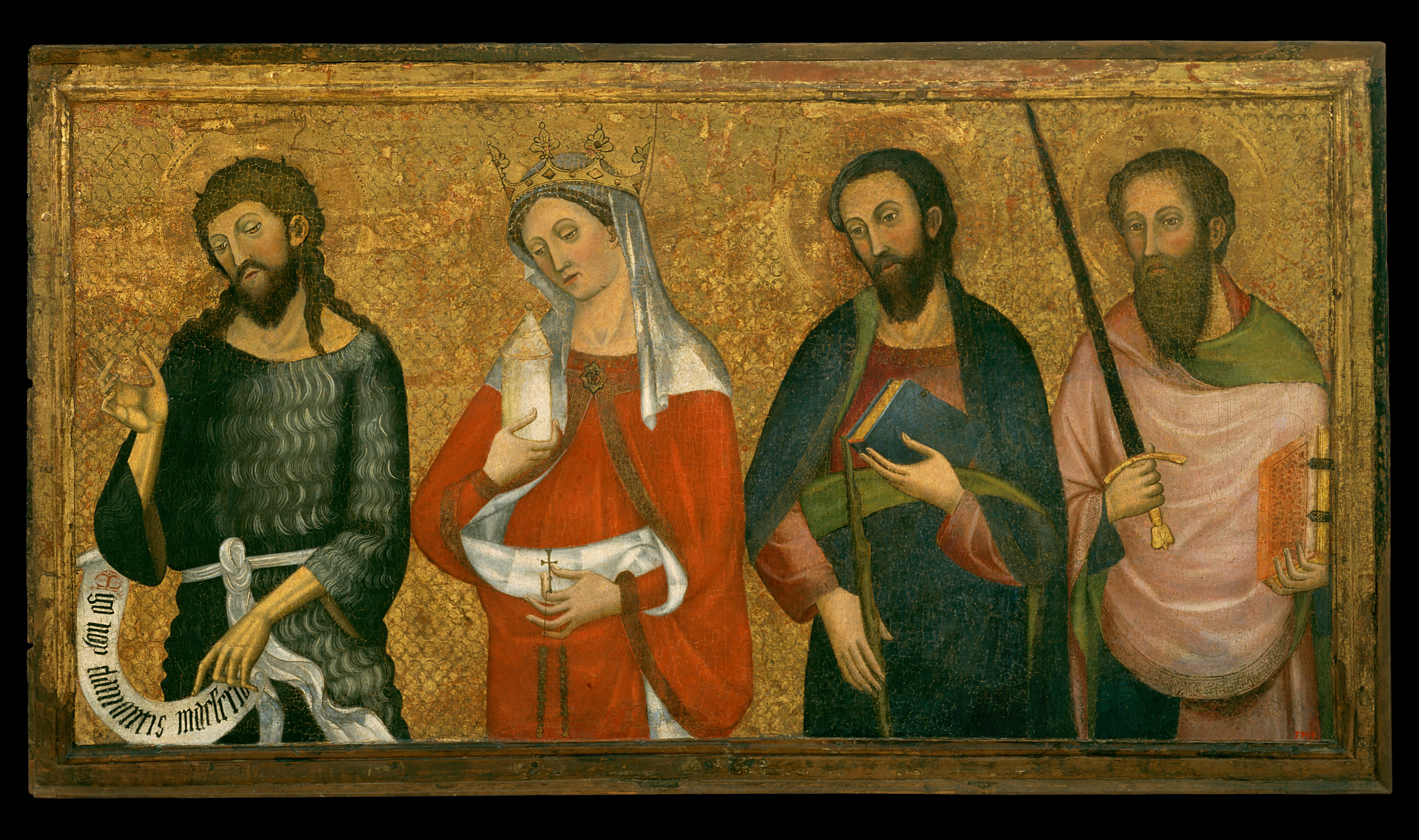
Retaule amb Sant Joan, Maria Magdalena, Sant Jaume el menor i Sant Pau (ca. 1385), obra de Pere Serra (MNAC).

La pintura gòtica de la Corona d'Aragó és la pintura realitzada des de les darreres dècades del segle xiii fins a finals del segle xv a les terres d'aquesta. El focus d'irradiació cultural al segle xiv va ser Barcelona i al segle xv va passar a València.
Quan es parla d'art gòtic es fa referència a un conjunt de manifestacions que sovint tenen poc en comú a part d'un marc temporal, també pel gòtic català. La pintura gòtica de la Corona d'Aragó disposa com a trets comuns: 
- Una major independència d'aquesta respecte a l'arquitectura.
- Una major diversitat de gèneres pictòrics i d'estils. Apareixen els primers paisatges, el dibuix es torna minuciós i detallista.
- Tècniques destacades són els retaules i les miniatures, però cal contemplar els vitralls, els murals i la pintura d'agulla.

Fins aquí hem esmentat característiques genèriques. Si hi ha una característica que defineix la pintura de la Corona d'Aragó és la potencialitat del que podia haver estat i va renunciar a ser. Segons Pi i Margall: Ninguna nación se encontraba en Europa tan ventajosamente situada como la de Aragón, para seguir de cerca a la Italia en el camino de las artes.

## Marc històric

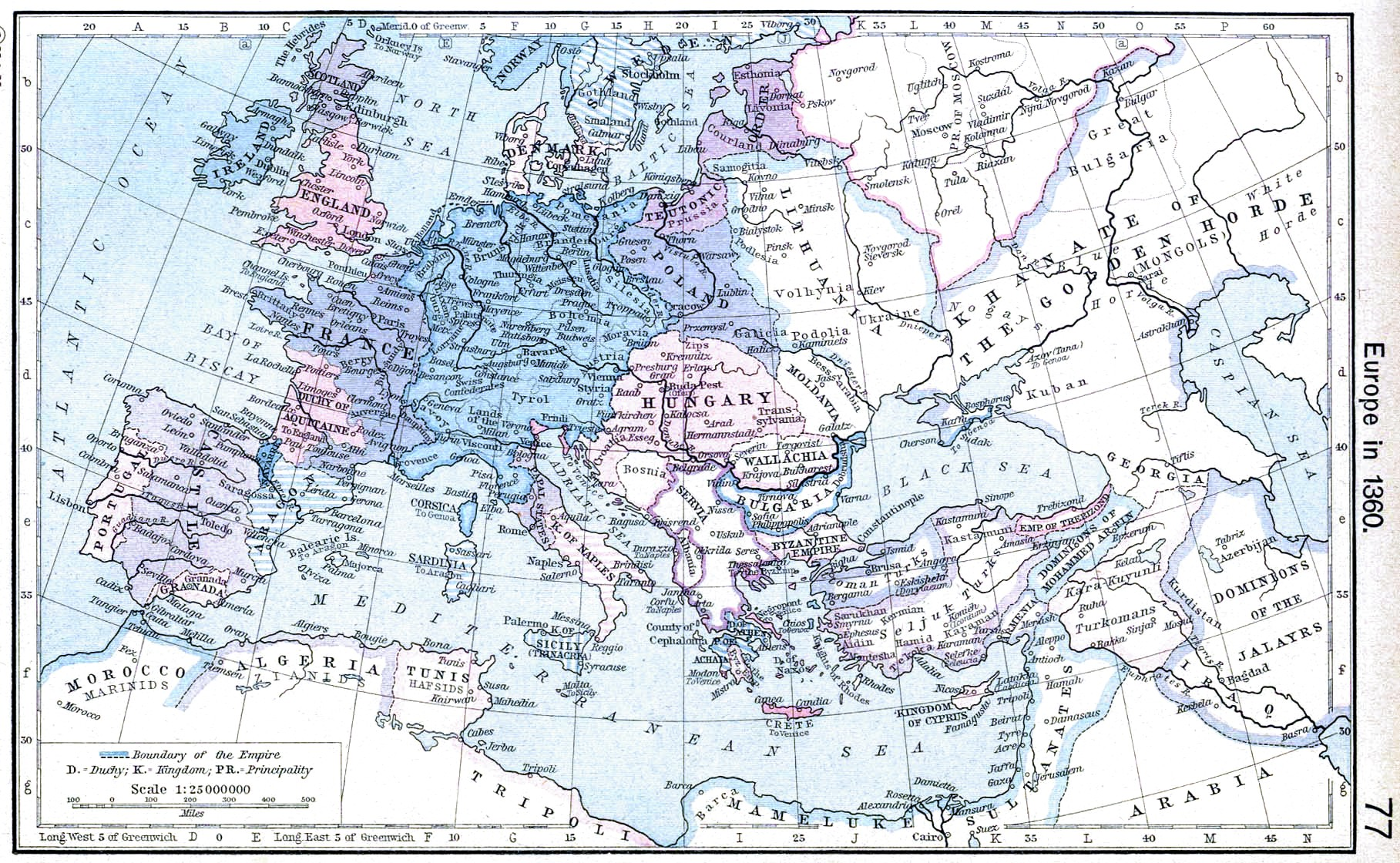
Mapa de l'Europa del 1360

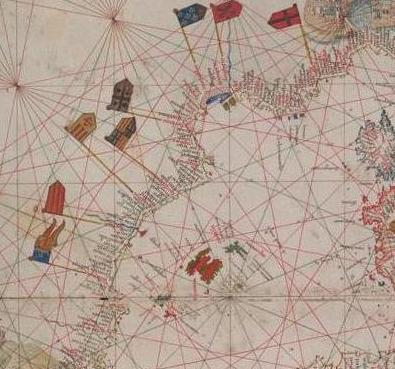
Banderes a l'Atles de Benincasa, 1473

Després de la derrota a la batalla de Muret, la Corona d'Aragó va emprendre una expansió per la Mediterrània que li va suposar un creixement territorial i una gran prosperitat comercial. A les ciutats portuàries, hi havia una elevada concentració de gremis i tallers que es dedicaven a l'elaboració d'objectes artístics. L'art era un altre producte comercial, obres i artistes transitaven per les ciutats més importants. La Corona d'Aragó ostentava el privilegi de dominar bona part del comerç de la Mediterrània i va establir una relació estreta amb diferents ciutats italianes. Una altra via de penetració de nous estils és la presència d'estudiants eclesiàstics en universitats europees. En retornar als seus llocs d'origen no només han adquirit una nova sensibilitat estètica sinó que sovint poden portar exemples que seran imitats com bíblies o art sumptuari. El 1300, Jaume II va fundar l'Estudi General de Lleida, la universitat més antiga de Catalunya. Aquest estudi està vinculat a bona part dels còdexs il·luminats que es conserven.
Les institucions catalanes entre els segles XIII i XV experimenten un fort arrelament. Això afavoreix la consolidació d'un art vinculat a aquestes.
Un seguit de desastres iniciats amb Lo mal any primer, però sobretot la pesta de 1348 fa estralls en la població de la Corona d'Aragó i l'efecte sobre la demografia i, per tant, en la composició social d'aquest territori, és més profund que a l'oest de la península Ibèrica. El sentiment religiós creix, els individus queden fortament vinculats a sants. Els gremis creen confraries que, entre altres funcions, procuren que els seus membres rebin enterraments dignes. Això afavoreix un art que exalta la vida dels sants.
El regnat d'Alfons el Magnànim va comportar que la cort es desplacés a Nàpols, on el rei va promoure el dispendi afavorint un art humanista provenint bàsicament d'Itàlia. Les institucions catalanes i la dinastia dels Trastàmara mai van congeniar, això va desembocar en la Guerra civil catalana durant el regnat de Joan el Gran.

## Protogòtic (1275 - 1350)

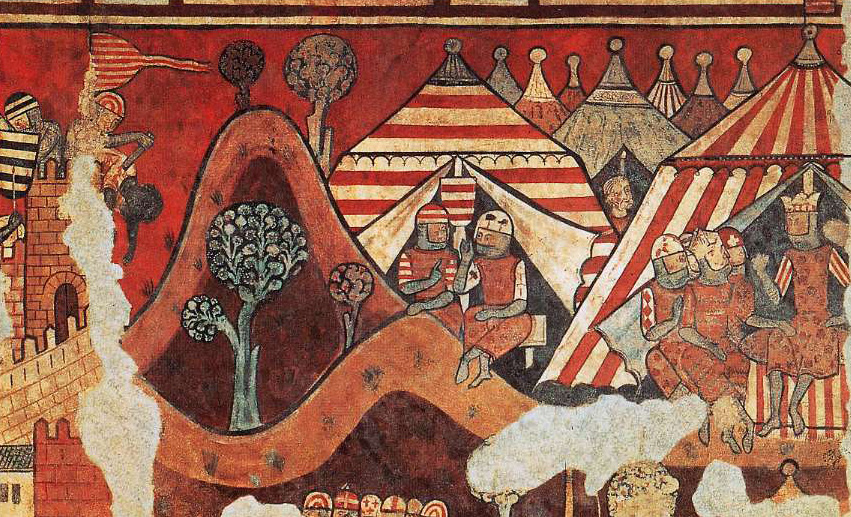
Frescos murals del de la casa de Berenguer d'Aguilar de Barcelona (Actualment al MNAC)

El protogòtic (primer gòtic) sorgí com a evolució del romànic, adaptació a les necessitats de l'església i per a satisfer els incipients encàrrecs de la corona. També és fruit d'una nova cosmovisió on Déu ja no subjugarà a l'home i on els sants poden intercedir per ell. El pensament escolàstic influeix la pintura i els filòsofs del moment, entre els quals cal destacar Ramon Martí, Ramon Llull i Arnau de Vilanova.
En el període analitzat destaquen dos moments convulsos la Confiscació del Regne de Mallorca per Alfons el Franc el 1285 i la pesta negra de 1348. Entre aquestes dues dates transcorre un interval de temps amb una entitat cultural pròpia; d'aquesta manera arrela l'esperit del gòtic català com estil arquitectònic. Comencen les edificacions de Santa Maria del Mar, la catedral de Mallorca i la de Barcelona, però aquestes seran decorades i pintades a posteriori, només les edificacions ja finalitzades podien allotjar pintures del gòtic inicial. D'aquesta manera l'església dels agustins de Lluçà, la capella dels Dolors de Santa Maria d'Arboç, l'església de Peralta, la catedral de Tarragona, La Seu Vella de Lleida o el Convent de Sant Domènec de Puigcerdà disposen de pintures protogòtiques.
Al segle xiii, el monarca Jaume I no va propiciar un art de la cort. Així doncs, el principal consumidor d'art va ser l'estament eclesiàstic amb l'orde del Cister i posteriorment dels dominics i els franciscans que afavoriren, pel que fa a la pintura, un gust arcaïtzant. Tot i això, alguns artistes aconsegueixen elaborar encàrrecs amb un estil innovador, essent els següents casos excepcionals i desvinculats de l'art imperant.

### Modes estilístics
Dins del protogòtic es poden distingir dos estils que no corresponen a divisions geogràfiques ni temporals sinó a unes diferències de caràcter formal: el mode dominant o auster i el mode secundari o gràcil. El mode dominant mostra contorns durs, que singularitzen les figures per damunt d'un fons d'un sol color, corresponent a un estil provinent del romànic tardà. El mode secundari participa de manera més notòria del caràcter elegant i gràcil del déhanchemet francès. Aquest entra per Tolosa cap a terres catalanes però, és l'antic Regne de Mallorca, amb centre a Perpinyà, el que esdevindrà el centre generador del mode innovador.

### Pintura sobre taula

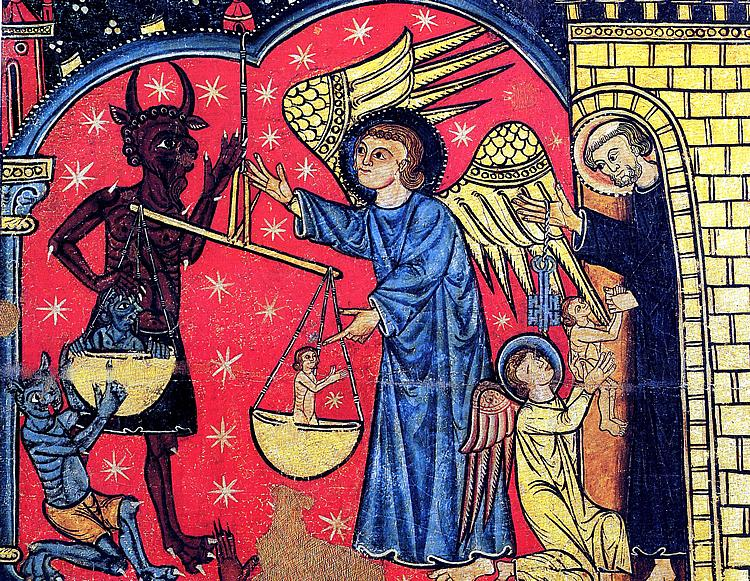
Sant Miquel pesant les ànimes. Escena de la taula de Sant Miquel del mestre de Soriguerola

La pintura sobre taula és molt compartimentada, empra per als fons com a màxim dos colors que són absolutament plans i que s'intercalen rítmicament, usualment són el vermell, el verd o el blau. Damunt d'una base rectangular i amb motius geomètrics o florals se subdivideix l'espai en altres rectangles més petits. S'acostuma a emprar un eix de simetria per enfrontar dues escenes simètriques o equivalents. Per bé que hi ha gèneres que són tractats en un sol espai com l'Anunciació, la Presentació al Temple o el bes de Judes.
S'observa la presència d'un incipient estil protogòtic en:
- Taula de Sant Miquel, obra atribuïda al Mestre de Soriguerola de finals del segle xiii, es conserva al MNAC.[5]

A l'Aragó l'estudi del gòtic resta per a ser estudiat de manera sistemàtica però, es poden destacar taules com:
- Taula de Sant Domènec de Guzmán de l'església de Sant Miquel de Tamarit de Llitera (Osca), obra anònima del primer quart del segle xiv, es conserva al MNAC.[7]
- Retaule de sant Pere Màrtir del monestir de Santa Maria de Sixena, datat entre el segle xiii el segle xiv, es conserva al MNAC.[8]

Dins del mode dominant trobem retaules que, en general, encara disposen d'una composició dels frontals lligada al romànic:
- Retaule de Sant Cebrià de l'antiga església parroquial de Sant Cebrià de Cabanyes, de començaments del segle xiv, conservat al MEV.
- Retaule de Santa Perpètua de l'església parroquial Santa Perpètua de la Moguda, de començaments del segle xiv, conservat al Museu Diocesà de Barcelona.
- Retaule de Sant Jaume, de l'església parroquial de Sant Jaume de Frontanyà, del primer quart del segle xiv, conservat al Museu Diocesà i Comarcal de Solsona. Excepcionalment no segueix els criteris compositius del del romànic.

Del mode secundari hi ha retaules rellevants com:
- Retaule de Santa Úrsula de l'església franciscana d'Artà, del segon quart del segle xiv, conservades a Sant Francesc de Palma.
- Retaule de la Crucifixió de l'església parroquial de Marinyans, datat el 1342, conservat a l'església de Sant Cosme i Sant Damià de Serdinyà.
- Retaules de l'Eucaristia del monestir de Vallbona de les Monges, del segon quart del segle xiv, es conserven parcialment al MNAC.

### Pintura mural
Tot i que en la pintura al fresc es mantenen els contorns durs procedents del romànic i característics dels vitralls; hi ha un canvi formal i iconogràfic. S'acostuma a realitzar un fons pla d'un sol color usualment blau o vermell, encara que també s'empren ocres i el groc. Desapareix la compartició de l'espai en franges horitzontals pròpies del romànic. En construccions civils s'empren motius de la composició a manera d'enllaç; d'aquesta manera, terrenys sinuosos o turons poden servir de nexe de dues escenes superposades. En altres ocasions l'arquitectura pot recuperar la compartició, ja que esdevé l'espai volumètric que ordena els diferents registres.
A Barcelona es conserven magnífiques representacions de gestes militars que pertanyen al mode dominant com:
- Pintures murals de la conquesta de Mallorca, atribuïdes al mestre de la conquesta de Mallorca i datades entre 1285 i 1290, es conserven al MNAC.[12]
- Pintures del Saló del Tinell, darreries del s. XIII, es conserven al MUHBA.[13]

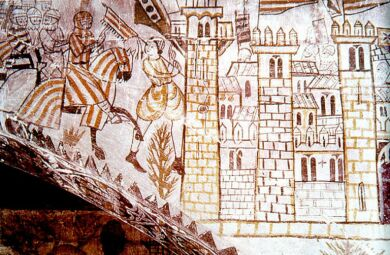
Pintura mural al Castell d'Alcanyís que representa l'entrada de Jaume I a València el 1238

Aquestes pintures s'acostumen a senyalar com l'inici del gòtic català. Tot i que formalment no signifiquen un gran canvi estilístic, temàticament hi ha un gir important, doncs és la història militar com crònica el que resta representat.
Com s'ha esmentat manca una classificació sistemàtica en el cas d'Aragó però, cal destacar altres conjunts murals com:
- Frescos de l'església de Sant Fructuós de Bierge (Osca), datats en l'últim terç del segle xiii, el conjunt es troba distribuït en diversos museus i col·leccions, resten a l'església alguns exemples d'art mural.
- Pintures del Castell d'Alcanyís, pintures datades a la primera meitat del segle xiv, conservades al Castell d'Alcanyís.[14]

El mode secundari disposa de les expressions més notables en la pintura mural, aquest és el cas de:
- Decoració mural de la primitiva capçalera parroquial de l'Arboç (Capella dels Dolors), datada al voltant de 1330.
- Decoració mural del monestir agustinià de Santa Maria de Lluçà, datada entre 1361 i 1371.
- Decoració mural de l'església del convent de Sant Domènec de Puigcerdà, datada entre 1330 i 1340, conservada al Convent de Sant Domènec i restes de la mateixa formalització al MNAC.

### Miniatura
En l'art de la miniatura destaca:
- Sacramentari dels Templers, missal de 1245-1250 que es conserva a la biblioteca vaticana.
- Bíblia, encarregada pel canonge de la seu de Vic, Pere Ça Era, realitzada pel Mestre Ramon, finalitzada a mitjans del febrer del 1268, es conserva al MEV.[15]
- Haggadà d'Or, (1315 - 1325). Entre el gòtic lineal i l'italogòtic, és una obra representativa de la importància de la cultura hebraica a les terres de la Corona d'Aragó.

## Italogòtic (1325 - 1400)

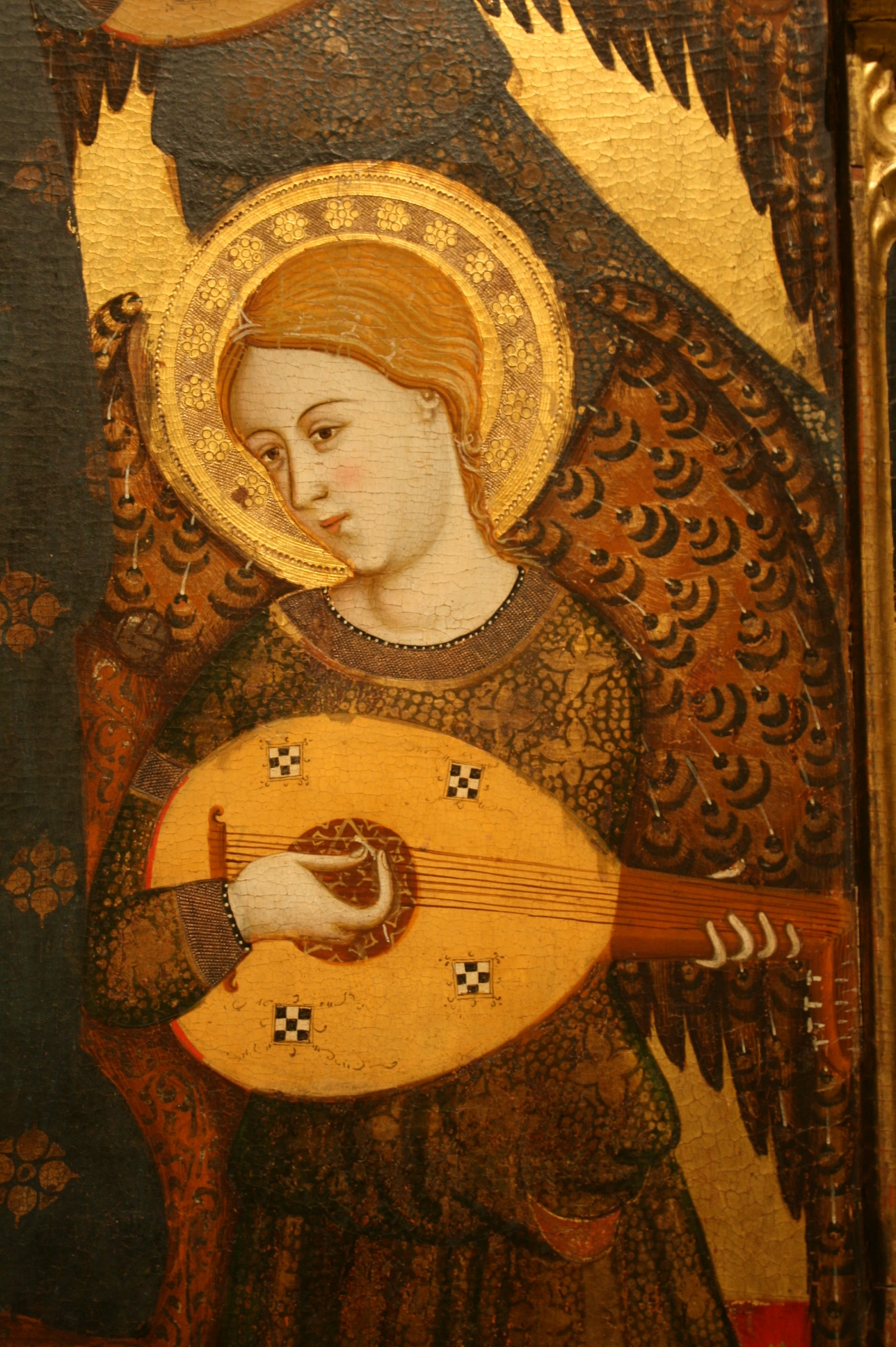
Àngel tocant un llaüt

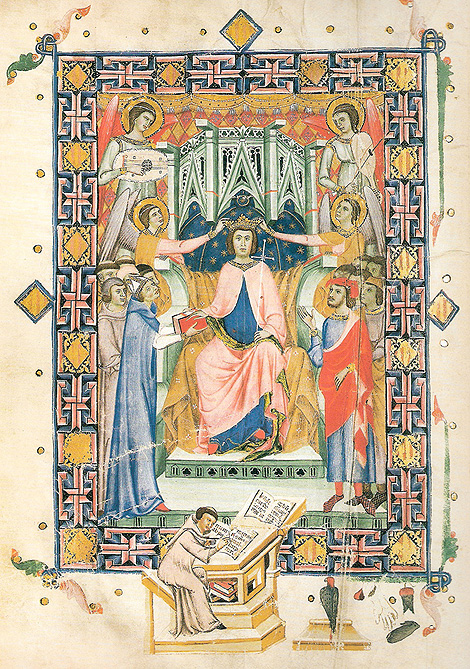
Taller del Mestre dels Privilegis, Llibre dels privilegis de Mallorca, 1334, Jaume II, és coronat davant de Jaume I.

Del segle xiv, ens ha arribat el nom de diversos pintors fruit de la importància que van assolir i del canvi de mentalitat, el pintor estava deixant de ser un artesà i passava ser un artista. El comerç amb diferents indrets d'Itàlia comporta que molts artistes de diferents disciplines facin llargues estades a les ciutats de la Corona d'Aragó, especialment a Barcelona. Així mateix, cal destacar que nombrosos artistes catalans es desplacen a Itàlia per realitzar encàrrecs. Aquest fenomen és especialment constatable en ciutats de Sardenya com Càller, Sàsser o l'Alger.
Durant el regnat d'Alfons el Benigne (1327 - 1336) es consolida l'art italogòtic a la cort. La pesta negra del 1348 farà estralls en la població i el comerç se'n ressentirà. Pere el Cerimoniós (1336 - 1387) continuà amb aquella predilecció estilística per a la cort. El seu artista preferit va ser Ferrer Bassa.

### Taller dels Bassa
Ferrer Bassa esdevé el pintor més destacat del segle xiv a la Corona d'Aragó, és també un dels miniaturistes més destacats, comparteix amb el conegut com a "Mestre de l'Escrivà" els encàrrecs més significatius. Treballà al servei d'Alfons el Benigne i de Pere el Cerimoniós. La seva pintura, molt similar a la de Giotto, representa la introducció de l'estil italogòtic a Catalunya i per extensió a la Corona d'Aragó. Va rebre influències de l'escola florentina com de l'escola senesa i se suposa que va fruir d'un contacte directe amb la pintura del Trecento, donada la immersió que realitzà en l'estil italogòtic.
Va rebre encàrrecs de Pere el Cerimoniós per fer els retaules palatins de l'Aljaferia de Saragossa, Barcelona, Lleida, Mallorca i Perpinyà. Treballà, sovint, amb el seu fill Arnau Bassa, ambdós moren el 1348 per causa de la pesta.
- Ferrer Bassa, Frescos de la capella de Sant Miquel, Monestir de Pedralbes, Barcelona.
- Ferrer Bassa i Arnau Bassa, Llibre d'hores de la reina Maria de Navarra.
- Arnau Bassa, Retaule de Sant Marc, Seu de Manresa.

### Ramon Destorrents
Ramon Destorrents és el membre més destacat de la nissaga dels Destorrents. Pren el relleu a Ferrer Bassa com a pintor de la cort. Destaca com pintor de retaules i com a miniaturista. Va ser un dels darrers artistes que va conjugar les dues tasques fruit d'una major especialització en el futur.
- Retaule de santa Anna i la Mare de Déu de la capella reial del palau de l'Almudaina de Mallorca (1353-58).[16]

### Taller dels germans Serra

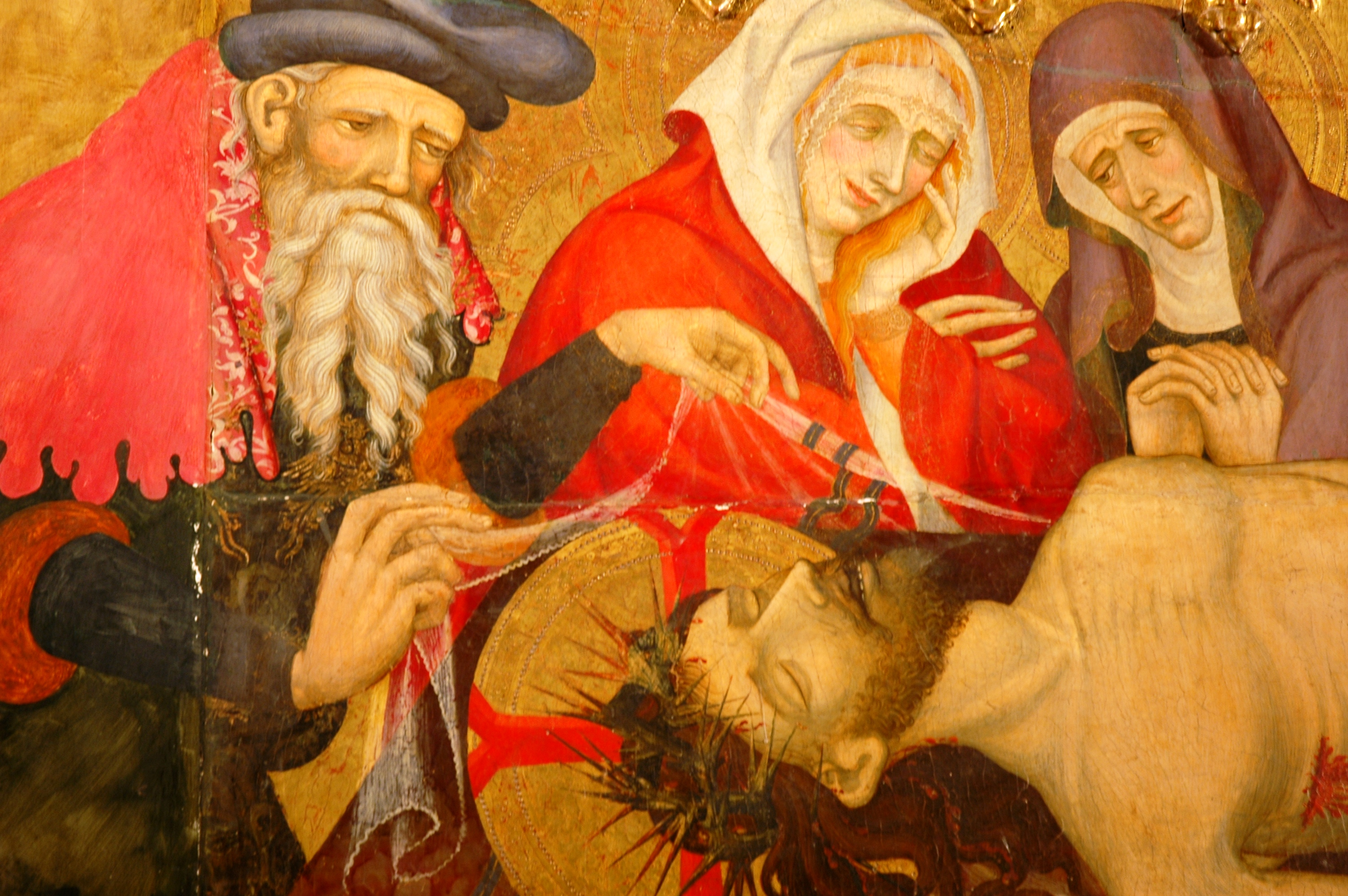
Detall del Retaule del Sant Esperit, de Jaume Serra, a la Seu de Manresa

Els germans Serra: Francesc, Jaume i Pere van realitzar molts retaules per a diferents indrets de la Corona d'Aragó. La preeminència del taller dels germans Serra ha amagat altres focus de producció artística de l'època. Ha arribat fins a l'actualitat molta obra que en general és anònima.
- Pere Serra, Retaule del Sant Esperit, Seu de Manresa.

Del taller dels Serra van sortir obres cap a Itàlia com:
- Taula del Sant Sopar, Galeria Regional de Palerm.

## Gòtic internacional (1375 - 1435)

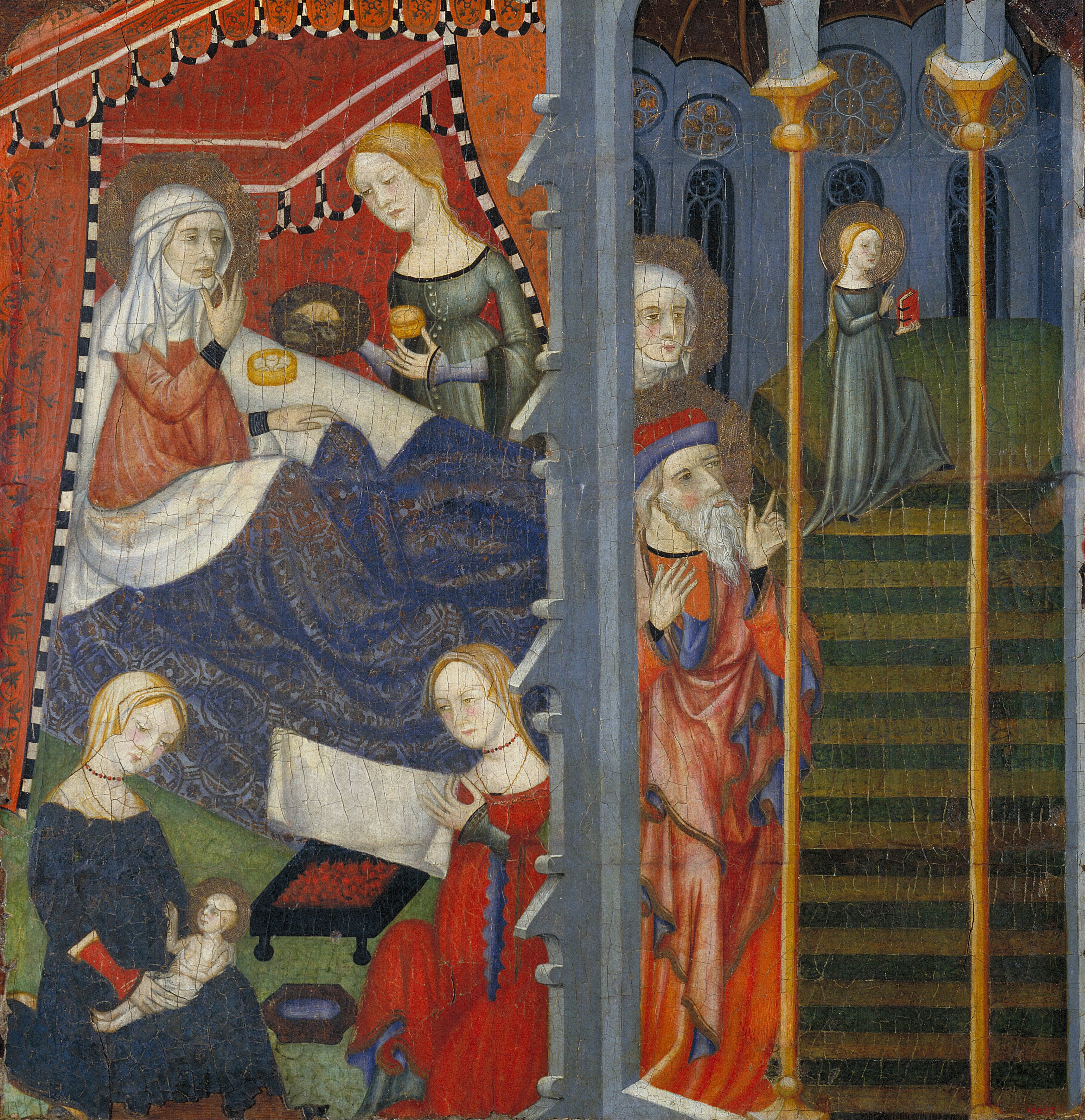
Mestre de Cinctorres (1390 - 1430)

El canvi de dinastia de la corona el 1412, en morir Martí l'Humà sense descendència, va comportar un canvi en el pes artístic de Barcelona cap a València, assolint l'art pictòric de les terres d'Aragó i Mallorca una major preponderància que el de Barcelona. Una colònia de mercaders, artesans i pintors, provinents de Florència, s'establí a València atreta per les condicions socials i econòmiques favorables que allí s'establiren. Els tallers pictòrics valencians es mostren oberts a irrupcions foranes per manca d'una tradició pròpia i per la dependència dels tallers catalans i italians. En aquest sentit cal destacar, encara que de forma breu, la presència del mestre Gerardo di Jacobo Starnina a les darreries del segle xiv. Però malauradament el mestre Jacobo Starnina no realitza una difusió directa del seu art, ja que només treballa amb pintors de la seva nacionalitat. Al tombant de segle ja hi ha un grup nombrós de pintors que ha anat abandonant la pintura italo-catalana per una de més moderna i internacional. Destaquen dues figures: Lluís Borrassà (1360 - 1426) i Bernat Martorell (? - 1452) que s'inclouen en el gòtic internacional.
En l'art de la miniatura destaquem una obra vinculada a la cort i una altra vinculada a l'estament eclesiàstic:
- Brevari del rei Martí. (1398- finalitzat posteriorment a 1403)
- Missal de Santa Eulàlia, Pontificial de Girona. Atribuït al sacerdot Rafael Destorrents fill de Ramon Destorrents.

### Lluís Borrassà

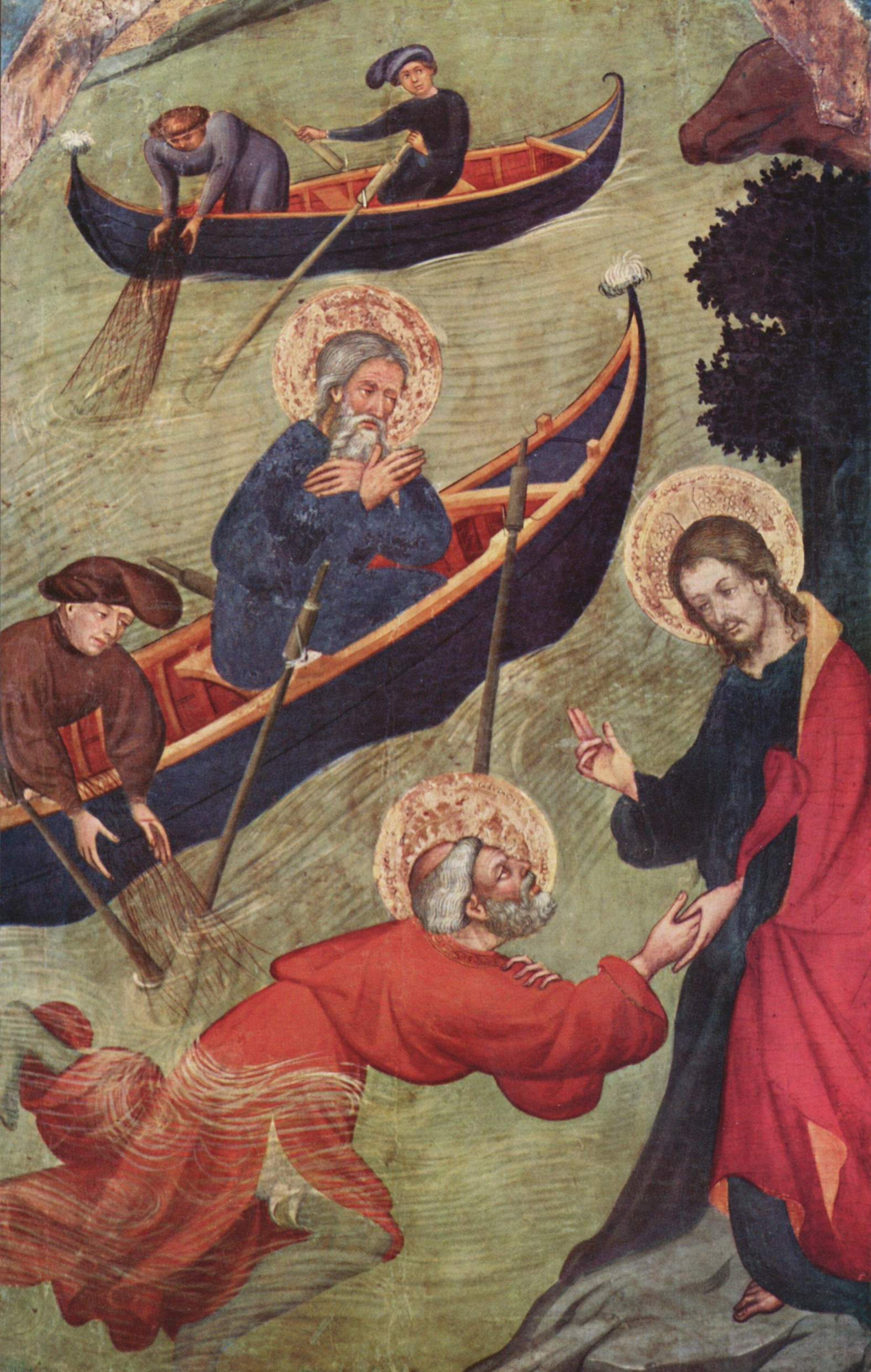
Lluís Borrassà, Detall del retaule major de Sant Pere, al braç dret del transsepte, 1411, Terrassa.

Lluís Borrassà continua l'estil italianitzat que han prodigat els tallers dels Bassa i dels Serra.
- Taula del plany sobre el Crist mort, 1408.
- Retaule de Sant Pere, Terrassa, 1410.
- Retaule de Santa Clara, Museu episcopal de Vic, (1414 – 1415).

### Bernat Martorell
Anomenat "Mestre de sant Jordi", Bernat Martorell és un pintor que també va dissenyar vitralls, elaborar brodats i il·luminar llibres. Va dirigir el taller de més producció artística durant el segon quart del segle xv. Disposà de la delicadesa del gòtic internacional i del naturalisme dels flamencs. El tractament de la llum fa pensar que va rebre influències italianes.
- Retaule de Sant Jordi, museu de Chicago i museu del Louvre.
- Saltiri Ferial i hores, aproximadament del 1430.

### Blasco de Grañén
Blasco de Grañén fou un dels pintors de més caràcter i renom a les terres d'Aragó a les acaballes del segle xv, d'on és considerat la gran figura del Gòtic Internacional tardà. La seva pintura manifesta referències al món de la miniatura i del tapís contemporanis. En les últimes obres es percep una influència del naturalisme francoflamenc.
- Maria Reina dels Cels[19] o Retaule major de l'església de Santa Maria la Major d'Albalate del Arzobispo (Terol).[20]
- Retaule de la Verge amb el Nen, provinent de la localitat de l'Alt Aragó d'Oto (Boltanya).[21]

### Altres pintors destacats
- Guerau Gener
- Jaume Cabrera
- Jaume Cirera

## Gòtic internacional amb influència flamenca (1420 - 1495)

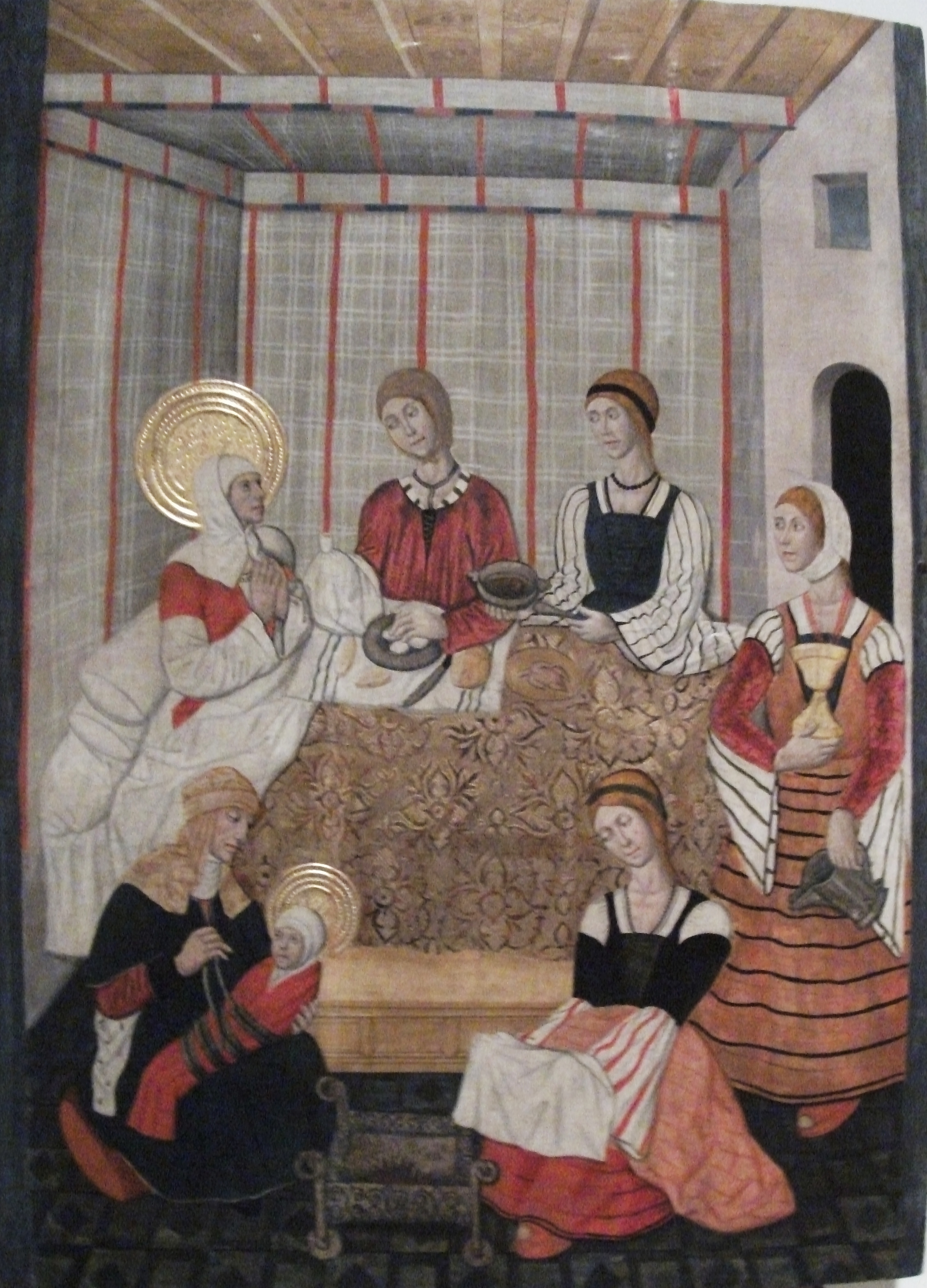
Retaule del, actualment al Museu Nacional d'Art de Catalunya

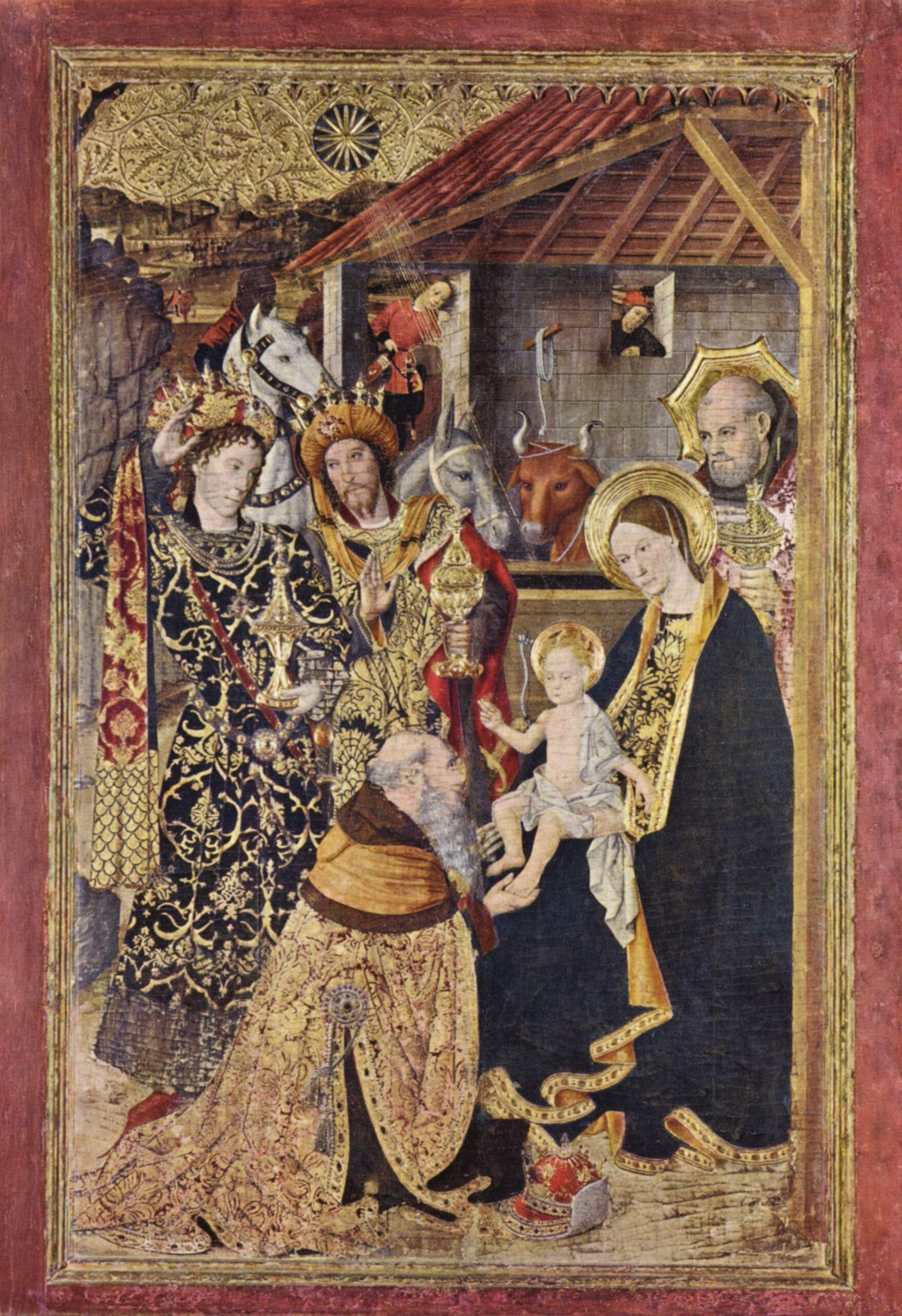
Jaume Huguet, taula central del Retaule del Conestable o de l'Epifania (1464-1465) per a la capella de Santa Àgata del Palau Reial Major de Barcelona

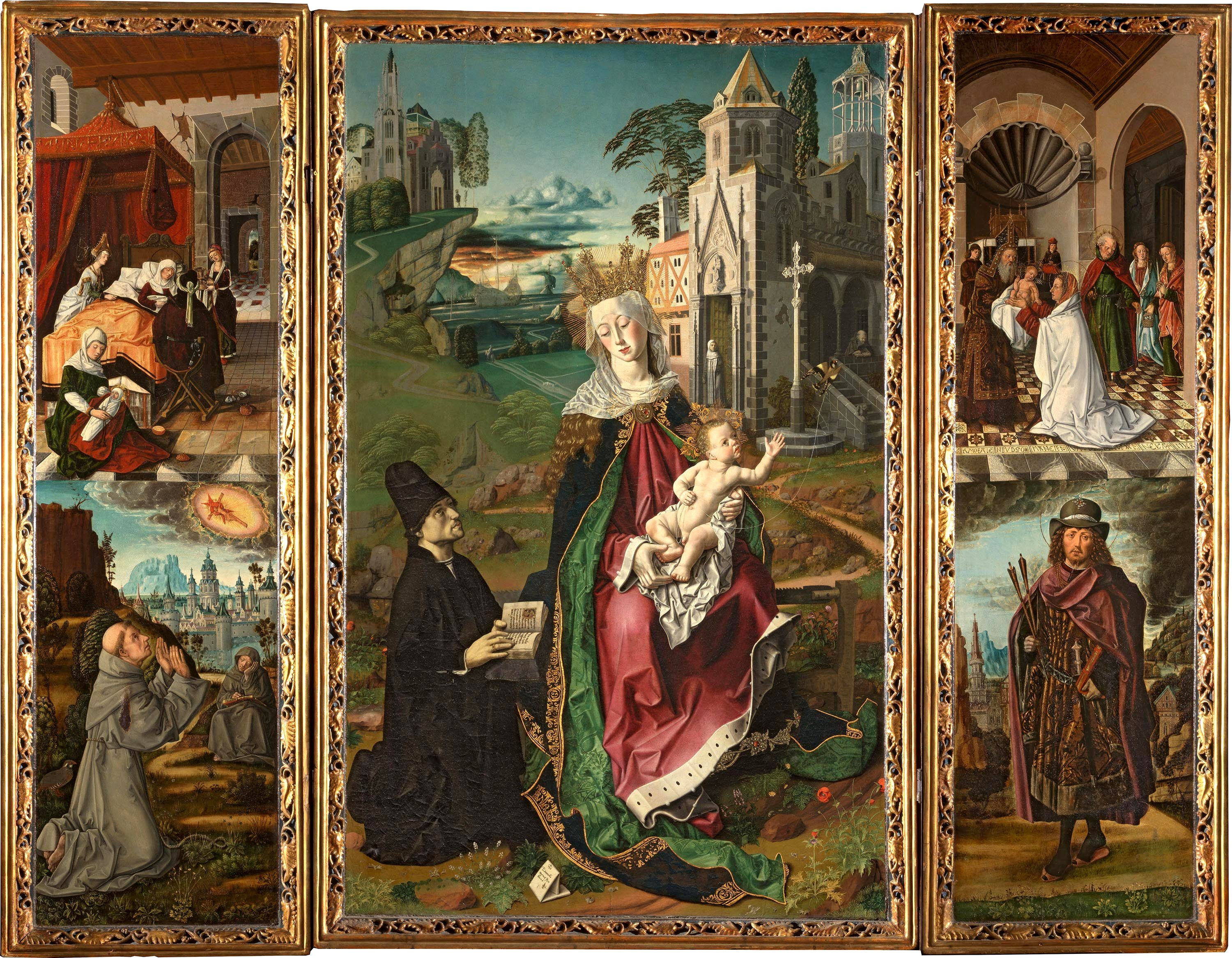
Bartolomé Bermejo, La Verge de Montserrat (1481-1486) per a la catedral d'Acqui Terme (Itàlia). Les taules laterals són obra del valencià Roderic d'Osona

El mestre Marçal de Sas d'origen alemany, esdevé un primer propagador del gòtic internacional d'origen flamenc. Arribà a València el 1390 i entrà en contacte amb pintors locals, com Pere Nicolau o Gonçal Peris. Marçal de Sas esdevingué el pintor de major repercussió de la pintura valenciana.
Durant el període de més influència del gòtic internacional d'influència flamenca, entre 1420 i 1495, es continuà exportant art i pintures cap a Itàlia. Destaquen com centres de recepció el Piemont i el comtat de Savoia, però agafa major vitalitat l'intercanvi de pintors i obres entre la Corona d'Aragó i Flandes que ja havia començat durant la primera meitat de segle. En les primeres dècades del segle xv es produeixen els darrers llibres amb miniatures.
La segona meitat del segle xv consolida un estil pictòric propi de la Corona d'Aragó. Sovint, s'ha postulat que és un estil ancorat en el passat per solucions formals com el manteniment dels fons daurats. Tanmateix, el flux de pintors amb la Flandes gotico-renaixentista desmenteix que fos només un localisme absort de la realitat internacional i comporta l'adquisició d'un gust diferenciat dels habitants de la Corona d'Aragó. No va arrelar mai l'estil hispano-flamenc a excepció del pintor Bartolomé Bermejo.
Hi ha autors reconeguts d'aquesta època, però la seva obra ha estat poc estudiada. També cal remarcar que han arribat fins a l'actualitat una quantitat considerable de taules anònimes. Els primers gravats que es conserven són calcogràfics, malauradament n'han arribat pocs i malmesos o alterats per diferents mans.

### Lluís Dalmau
El valencià Lluís Dalmau és considerat com el pintor que introdueix l'estil i la tècnica de la pintura flamenca a la Corona d'Aragó. Una segona via de penetració de l'estil flamenc és la compra d'obres d'art. Com a exemple significatiu, Pere Garró, alcalde de València, va comprar un Sant Jordi pintat per Jan van Eyck per designi d'Alfons el Magnànim que va posseir altres obres del mateix autor.
Dalmau resulta un pintor molt enigmàtic, és el pintor de cambra d'Alfons el Magnànim, és escollit com el millor dels pintors per immortalitzar els consellers de la ciutat de Barcelona, però només es conserven dues obres atribuïdes a aquest autor.
- Mare de Déu dels Consellers.
- Taula de sant Baldiri, església parroquial de Sant Boi de Llobregat.

Finalment, cal destacar que València és el centre artístic de la Corona d'Aragó. Quan Dalmau resideix a Barcelona, a partir de 1438, va esdevenir l'artista que més va difondre l'estil flamenc a Catalunya.

### Jaume Huguet
El vallenc Jaume Huguet és considerat com el més notable dels artistes catalans del segle xv, treballà en diferents indrets de la Corona d'Aragó. Va treballar per la cort en el breu regnat de Pere V.
- Retaule dels sants Abdó i Senén, Terrassa, església de Santa Maria.
- Retaule de Sant Agustí del que es conserven unes taules al MNAC.
- Retaule del Conestable encarregat per Pere el Conestable de Portugal per a la capella de Santa Àgata del Palau Reial Major de Barcelona
- La Taula de Sant Jordi i la princesa va ser considerada una obra seva fins començament del segle xxi en què s'ha atribuït a un anònim aragonès.

### Bartolomé Bermejo
D'origen cordovès, Bartolomé Bermejo rep formació a Flandes va treballar principalment a la Corona d'Aragó.
- Pietat amb Sant Jeroni.